# (32537) 2001 PH43
2001 PH43 (asteroide 32537) é um asteroide da cintura principal. Possui uma excentricidade de 0.12737320 e uma inclinação de 5.08688º.
Este asteroide foi descoberto no dia 13 de agosto de 2001 por NEAT em Haleakala.